# Barracuda (bande dessinée)
Pour les articles homonymes, voir Barracuda (homonymie).
Barracuda est une série de bande dessinée d'aventure, centrée sur la piraterie. Scénarisée par Jean Dufaux, dessinée et mise en couleurs par Jérémy Petiqueux, elle compte six volumes publiés par Dargaud entre 2010 et 2016. La narration décrit le parcours de trois adolescents, Maria, Raffy et Emilio ou Emilia, sur une île fictive appelée Puerto Blanco, dans les Caraïbes, tandis que le capitaine pirate Blackdog s'empare d'un diamant légendaire.

## Synopsis
L'action se déroule au XVIIe siècle, principalement dans les Caraïbes. Le récit met en scène trois adolescents : Raffy est le fils du pirate Blackdog, qui commande le navire Barracuda ; Maria Sanchez Del Scuebo, épouse d'un marchand d'esclaves appelé Ferrango, devient l'amante de Raffy ; Emilio, devenu Emilia, apprend les armes sous la protection de Mr Flynn, son mentor et amant. De nombreux personnages secondaires tissent leur intrigue autour d'eux. À bord du Barracuda, Blackdog recherche le Kashar, le plus gros diamant du monde, réputé maudit. Bien que de nombreux passages se déroulent en mer, l'action est centrée sur l'île fictive de Puerto Blanco. Les Espagnols attaquent l'île et en prennent le contrôle grâce à une femme du nom de Fine Flamme. Néanmoins, la population se révolte contre l'occupant, appuyée par l'arrivée du Barracuda et d'un allié inattendu, le Faucon Rouge. Blackdog a obtenu le Kashar. Le diamant, objet de nombreuses convoitises, consume l'esprit de Blackdog et de ses adversaires.

## Personnages principaux
- Maria : fille d'un Grand d'Espagne et de la noble Dona Emilia Sanchez Del Scuebo, elle est vendue comme esclave[3], acquise par Ferrango, un marchand qu'elle épouse[9]. Lors d'une tentative d'évasion, elle blesse Raffy, le condamnant à rester sur Puerto Blanco tandis que Blackdog cherche le diamant du Kashar. Elle devient l'amante de Raffy[10]
- Raffy : fils du pirate Blackdog, propriétaire du navire Barracuda[11], il devient l'amant de Maria, au grand dépit de Fine Flamme, une prostituée profondément éprise de lui, qui cherche à se venger par jalousie[2].
- Emilio, devenu Emilia, est un serviteur sur le navire espagnol transportant Dona del Scuebo et Maria. Il cultive une identité trouble[12]. Habillé en jeune fille, il est vendu comme esclave[3] à Mr Flynn, qui lui enseigne le maniement des armes[9] puis devient son amant[4]. Emilia apprend que celui-ci est poursuivi par un scélérat du nom de Morkam[4]. Morkam ayant tué Flynn, Emilio hérite de son mentor et décide de le venger[10],[13].

### Personnages secondaires
- Dona Emilia Sanchez Del Scuebo est l'épouse d'un Grand d'Espagne et mère de Maria[1]. Elle vient d'inhumer son défunt époux avec le diamant du Kashar lorsqu'elle est capturée par les pirates du Barracuda. Vendue comme esclave, elle est achetée par des moines. Elle meurt rapidement[14].
- Blackdog est le commandant du navire Barracuda et le père de Raffy. Ayant trouvé auprès de Dona Del Scuebo une carte[15], il entreprend une chasse au trésor pour obtenir le plus gros diamant du monde, le Kashar, dont la réputation est maléfique[16]. Ayant mené son équipage à sa perte, il échoue sur une île peuplée de cannibales, les Moori, dont le sorcier, Penilla, veut mettre la main sur le joyau[8].
- Jean Coupe-Droit est la gouverneure de l'île[17]. Elle a conclu un pacte secret avec un allié, le Faucon Rouge, pirate redouté[18]. Lorsque Fine Flamme prend le pouvoir, l'ancienne gouverneure attend le retour de son allié secret pour retrouver ses fonctions.
- Ferrango, marchand d'esclaves, est l'un des hommes les plus riches de l'île. Il achète Maria, puis il en devient éperdument amoureux, tandis qu'elle le fait plier sous son joug[4].
- Mr Flynn a acquis Emilia lors de la vente aux esclaves. Il en fait sa protégée et lui enseigne les armes. Il est poursuivi par Morkam, un scélérat qui rêve de se venger[12].
- De La Loya est capitaine du navire espagnol où se trouvaient Dona Del Scuebo, Maria et Emilio. Il affronte Raffy en duel et le combat se solde par la défaite de l'adolescent[1]. Tous deux rêvent de reprendre leur duel et lui donner une fin définitive. Le roi d'Espagne envoie De La Loya sur les traces de Dona Del Scuebo et du diamant du Kashar[12]. Le capitaine mène l'invasion de Puerto Blanco[13].
- Frère Esteban, envoyé lui aussi par le roi d'Espagne, accompagne De La Loya. Sa mission est de récupérer le diamant du Kashar par tous les moyens[13].
- Fine Flamme est une prostituée[5] profondément éprise de Raffy, qui la repousse. Humiliée, elle veut se venger : elle aide les Espagnols à prendre le contrôle de Puerto Blanco et devient gouverneure, se servant de Raffy comme appât[18].
- Madame Si-Non est une guérisseuse et sorcière[18] créole, qui dispose de pouvoirs magiques conférant au récit une dimension fantastique.
- Le chevalier d'Arlatan apparaît au tome 5 pour secourir Jean Coupe-Droit et Emilia[18]. Il mène un jeu trouble pour obtenir le diamant du Kashar.

## Publication
1. Esclaves, octobre 2010  (ISBN 978-2-505-00971-9)
2. Cicatrices, octobre 2011  (ISBN 978-2-505-01146-0)
3. Duel, novembre 2012  (ISBN 978-2-505-01502-4)
4. Révoltes, novembre 2013  (ISBN 978-2-505-01795-0)
5. Cannibales, juin 2015  (ISBN 978-2-505-01978-7)
6. Délivrance, octobre 2016  (ISBN 978-2-505-06442-8)

## Genèse de l'œuvre
Jean Dufaux est un scénariste belge qui a rédigé de nombreuses séries à succès. Il a notamment collaboré avec Philippe Delaby pour la Complainte des landes perdues et Murena. C'est à travers ces séries que Jérémy Petiqueux devient coloriste pour le dessinateur. Dufaux et Jérémy entreprennent une collaboration sur Barracuda, dans laquelle le coloriste devient également dessinateur pour la première fois. Profondément influencé par son mentor, Jérémy emploie un style réaliste.

## Choix artistiques
L'œuvre, inspirée de récits d'aventures, mélange plusieurs genres : « piraterie, fantastique, romance ». La série, à l'origine, était prévue en trois tomes.
Jean Dufaux, qui souhaite rendre hommage aux histoires de pirates dans la littérature et au cinéma, prend le parti de montrer des personnages sur la terre ferme au lieu de concentrer l'action en mer. Son choix de développer les intrigues et les personnages dans les volumes deux et trois peuvent désarçonner le lectorat,,. À partir du volume quatre, l'action s'accélère, avec « un tempo enlevé »,,. L'album final établit la cohérence de l'ensemble. Néanmoins, certains chroniqueurs se montrent plus sceptiques sur la qualité du scénario,.
Le récit met en scène de nombreux personnages récurrents mais secondaires, qui épaississent l'intrigue. Dans cette narration montrant invasion, torture, duels, révoltes et combats, la violence est très présente. Le dessin de Jérémy sert le propos avec « des décors soignés et des personnages d’une expressivité étonnante »,,. Son trait « élégant et expressif » met en valeur les péripéties.